# Carrie Lam
Carrie Lam Cheng Yuet-ngor (en xinès:林鄭月娥; Hong Kong, 13 de maig de 1957) és la Cap Executiva de Hong Kong, després de guanyar les eleccions de 2017. Abans d'això, va ser la Secretària Principal de Hong Kong des de 2012 a 2017.

## Biografia
Va néixer en el si d'una família humil al barri de Wan Chai, llavors un dels més sòrdids de Hong Kong. Va realitzar els seus estudis en un centre catòlic per a noies gestionat per monges.
Es va graduar sent la número u de la classe i va cursar estudis de sociologia a la Universitat de Hong Kong, Lam es va unir a la funció pública l'any 1980 i dos anys més tard l'administració colonial va sufragar els seus estudis de postgrau a la Universitat de Cambridge. Posteriorment va servir en diverses oficines i departaments. L'any 2007 va ser nomenada Secretària de Desenvolupament; durant el seu servei, va guanyar la reputació com una "lluitadora" a causa de la seva tasca en la demolició del moll de la reina malgrat l'oposició dels defensors del lloc històric.
Va ser Secretària Principal del govern de Leung Chun-ying. Va encapçalar el Grup de Treball sobre Desenvolupament Constitucional sobre la reforma política de 2013 a 2015 i va actuar com a negociadora de l'administració amb els líders estudiantils durant les Protestes a Hong Kong de 2014.
El gener de 2017, després de renunciar el seu càrrec com a Secretària Principal, Lam va anunciar la seva candidatura com a Cap Executiva per a les eleccions de 2017, finalment va guanyar-les en obtenir 777 vots del Comitè Electoral de 1.194 membres, sent la primera dona electa i la primera graduada de la Universitat de Hong Kong.
L'any 2019 es van desenvolupar massives protestes reclamant la seva dimissió. Tot va començar quan un hongkonguès va assassinar la seva núvia a Taiwan i va tornar a Hong Kong per escapar de la justícia. A instàncies dels pares de la víctima, Lam va impulsar una llei d'extradició a diversos països que va ser considerada pels sectors crítics com obrir la possibilitat d'extradir a individus a la Xina Continental i una amenaça contra el principi de "un país, dos sistemes" compromès quan l'any 1997 Hong Kong va passar a formar part de la Xina. Confiada en la seva majoria parlamentària, Lam no va donar opció a negociació i després de la primera manifestació massiva va assegurar que seguiria endavant.

## Distincions[4]
- Gold Bauhinia Star, 2010.
- Legió d'Honor, 2015.
- Grand Bauhinia Medal, 2016.